# Els gossos de la guerra
Els gossos de la guerra (títol original: The Dogs of War) és una pel·lícula britànica de 1980 basada en la novel·la Els gossos de la guerra de Frederick Forsyth. Va ser dirigida per John Irvin i protagonitzada per Christopher Walken i Tom Berenger interpretant a integrants d'una unitat de soldats mercenaris contractats per eliminar el president Kimba, el líder de la "República de Zangaro", un país fictici situat a Àfrica modelat a partir de Guinea Equatorial. Les escenes ambientades de Zangaro van ser filmades a Belize.
El títol, The Dogs of War (Els gossos de la guerra), és una frase de l'obra Juli Cesar (1599), on s'utilitza la línia "Cry, 'Havoc!', and let slip the dogs of war" traduïda com "Crida: 'Devastació!' i deixa anar els gossos de la guerra".
Ha estat doblada al català.

## Argument
Jamie Shannon (Walken) és un militar, un mercenari que pot organitzar un cop o una revolució pel preu just. És contractat per un grup d'empresaris britànics de la mineria per investigar Zangaro, un petit país africà ric en dipòsits minerals però amb un govern inestable i poc col·laborador. Arrestat poc després de la seva arribada, Shannon és empresonat com a espia i torturat. Durant aquest temps, coneix a un dels intel·lectuals capdavanters del país, el Dr. Okoye, també tancat pel règim actual. Després de ser alliberat, torna als Estats Units i se li ofereix l'oportunitat de tornar a Zangaro per liderar un cop militar. Shannon accepta, però té altres assumptes per dur a terme.

## Repartiment
- Christopher Walken - Jamie Shannon
- Tom Berenger - Drew Blakeley
- Colin Blakely - Alan North
- Hugh Millais - Roy Endean
- Paul Freeman - Derek Godwin
- Jean-Francois Stevenin - Michel Claude
- JoBeth Williams - Jessie Shannon
- Robert Urquhart - Capt. Lockhart
- Winston Ntshona - Dr. Okoye
- George Harris - Coronel Sekou Bobi
- Alan Beckwith - El mercenari
- Eddie Tagoe - Jinja
- Ed O'Neill - Terry
- Harlan Cary Poe - Richard
- Olu Jacobs - Duaner
- Diana Bracho - Monja